# Guy Hellers
Guy Hellers (ur. 10 października 1964) – luksemburski piłkarz występujący na pozycji pomocnika. Trener piłkarski.

## Kariera klubowa
Hellers karierę rozpoczynał w 1980 roku we francuskim zespole FC Metz. W 1983 roku trafił do belgijskiego Standardu Liège. Jego barwy reprezentował przez 16,5 roku. W tym czasie wywalczył z nim 2 wicemistrzostwa Belgii (1993, 1995) oraz Puchar Belgii (1993). Łącznie rozegrał tam 383 spotkania i zdobył 20 bramek. Na początku 2000 roku odszedł do F91 Dudelange, gdzie w tym samym roku, po zdobyciu mistrzostwa Luksemburga, zakończył karierę.

## Kariera reprezentacyjna
W reprezentacji Luksemburga Hellers zadebiutował 9 października 1982 roku w przegranym 0:2 meczu eliminacji Mistrzostw Europy 1984 z Grecją. 25 października 1989 roku w zremisowanym 1:1 pojedynku eliminacji Mistrzostw Świata 1990 z Belgią strzelił pierwszego gola w kadrze. W latach 1982–1997 w drużynie narodowej rozegrał w sumie 55 spotkań i zdobył 2 bramki.